# Lijst van cultureel patrimonium in La Massana

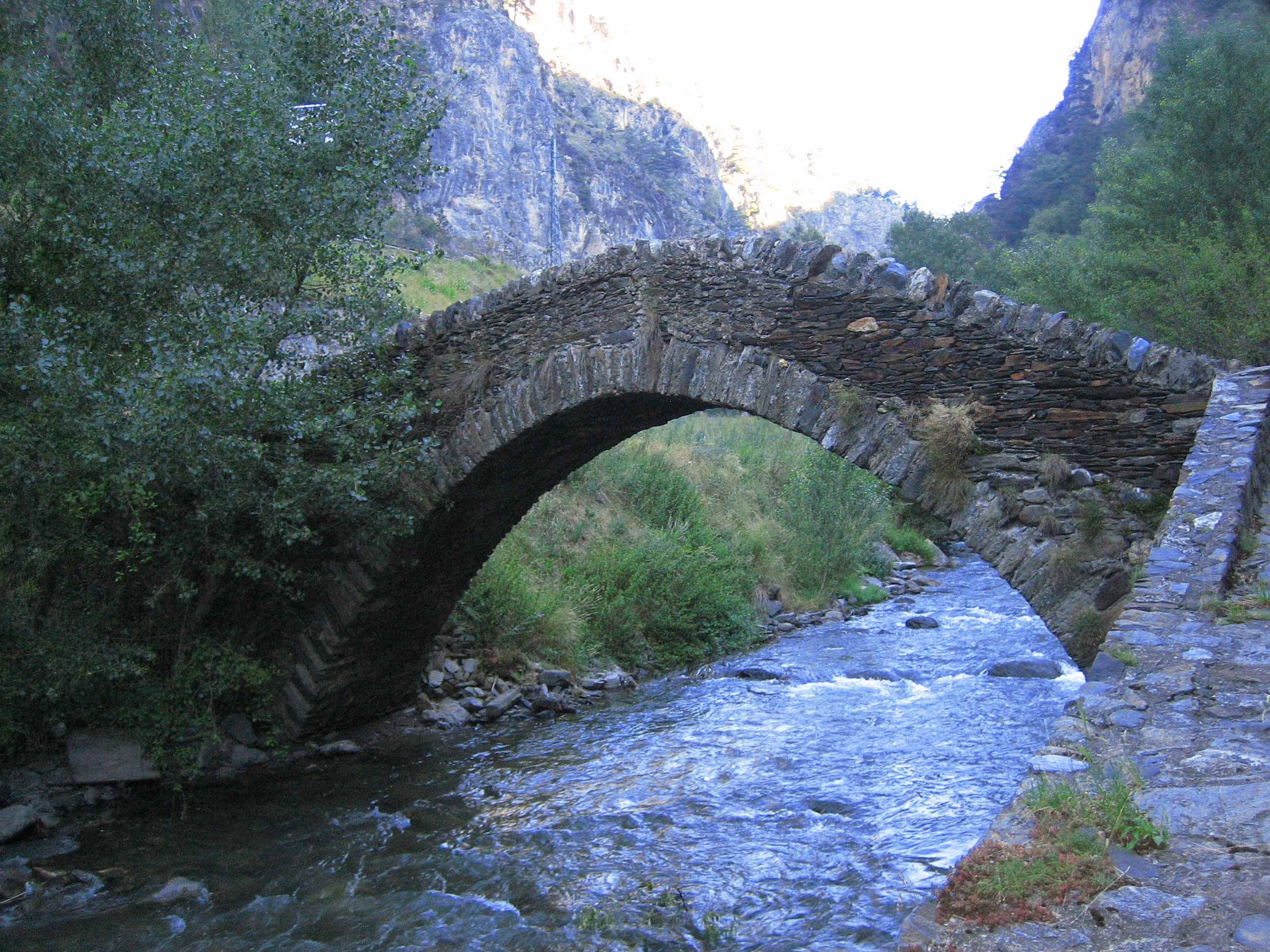
De Pont de Sant Antoni de la Grella

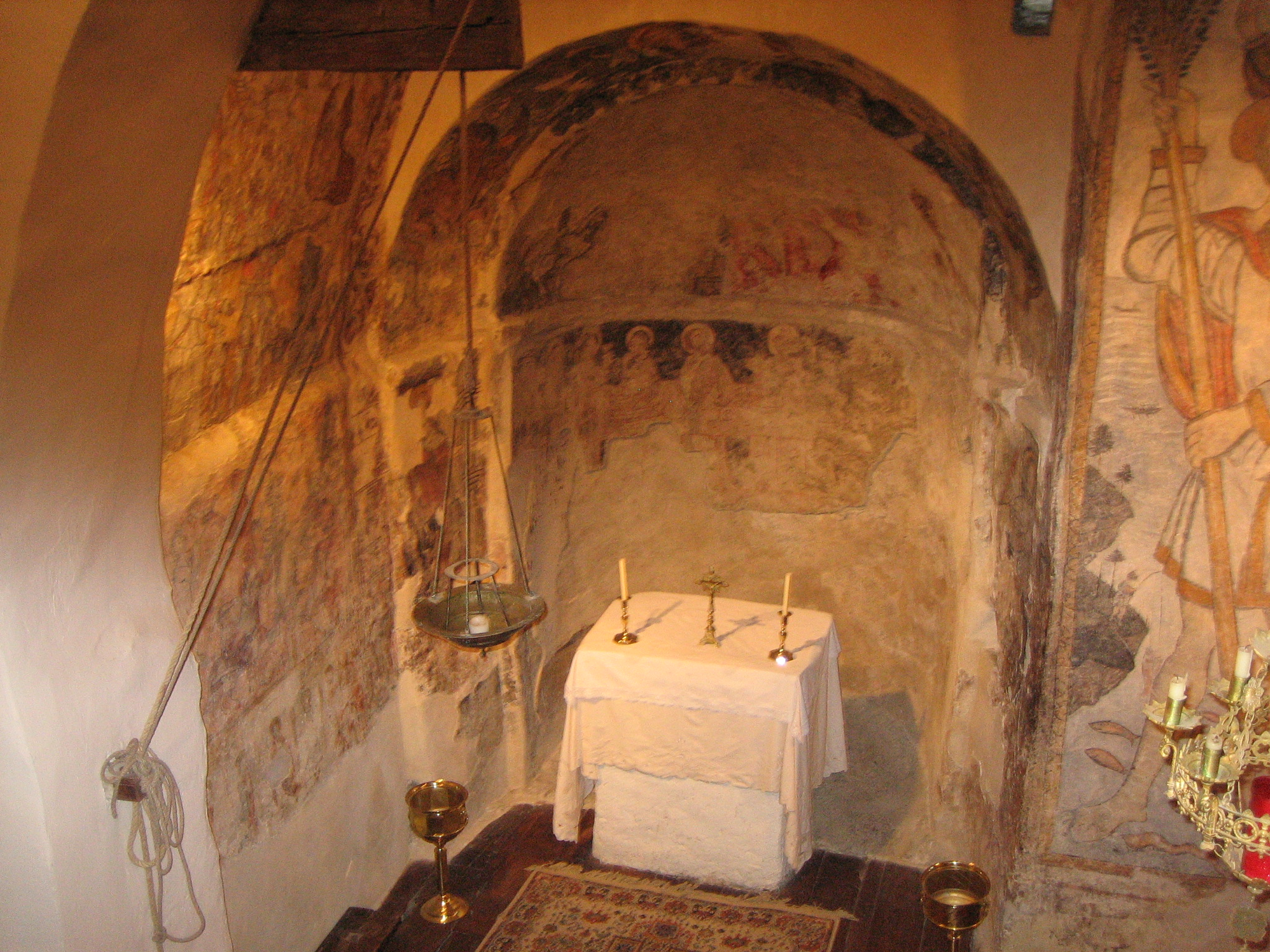
Interieur van de Sint-Christoffelkerk vanop het doksaal

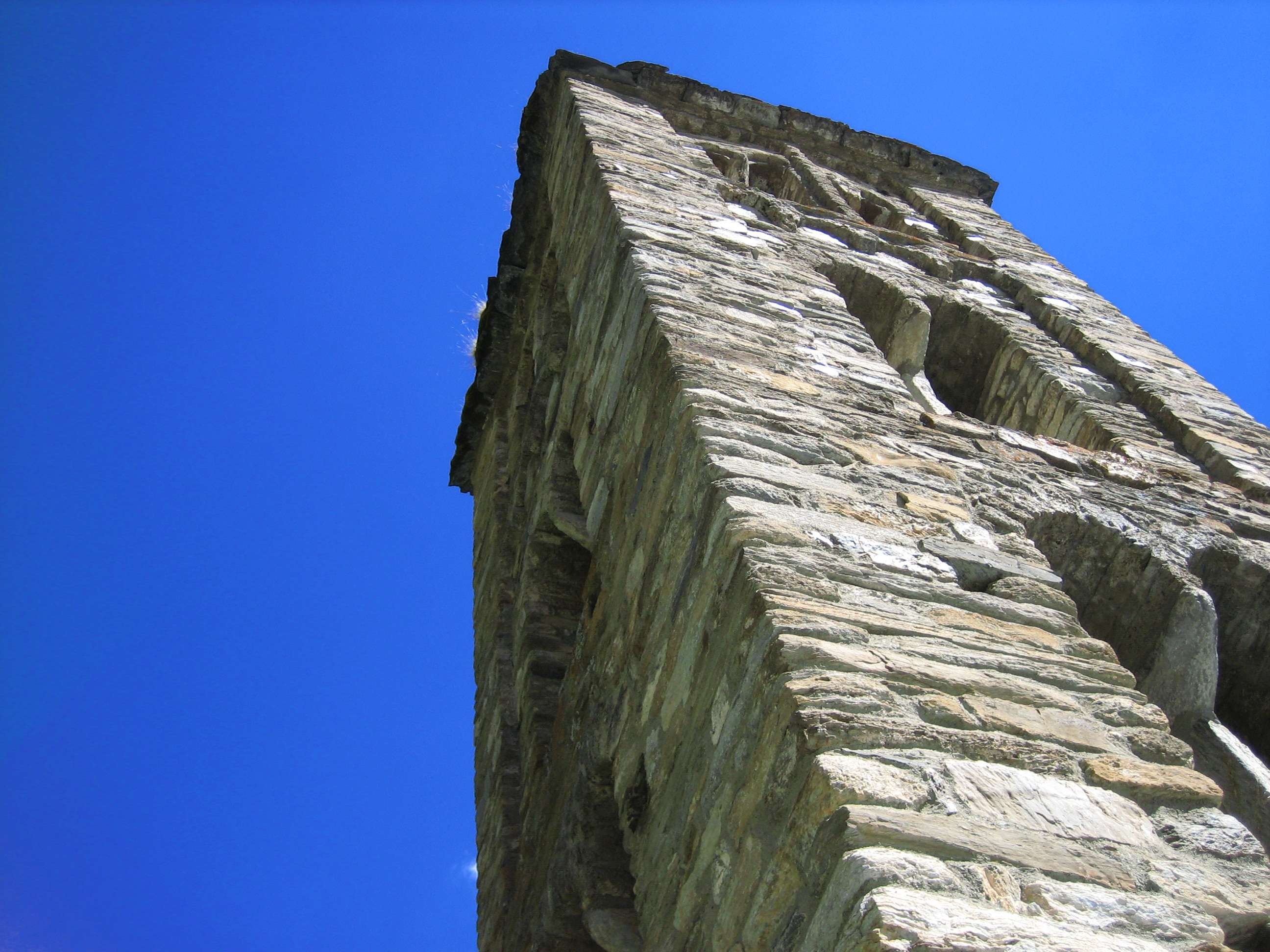
Toren van de Sint-Clemenskerk

Dit is een lijst van cultureel patrimonium in de Andorrese parochie La Massana, zoals vastgelegd in de wet over het Andorrees cultureel erfgoed van 12 juni 2003. Het betreft hier negen monumenten, waarvan zeven kerken, een brug en een museum. De bouwwerken zijn verspreid over La Massana's zeven quarts, waarbij La Massana-stad en Anyós elk twee erfgoederen tellen.

## Lijst
- Farga Rossell, La Massana
- Pont de Sant Antoni de la Grella, Anyós
- Sint-Acisclus- en Sint-Victoriakerk, La Massana (Catalaans: església de Sant Iscle i Santa Victòria)
- Sint-Andreaskerk, Arinsal (església de Sant Andreu d'Arinsal)
- Sint-Armengolkerk, L'Aldosa de la Massana (església de Sant Ermengol de l'Aldosa)
- Sint-Christoffelkerk, Anyós (església de Sant Cristòfol d'Anyós)
- Sint-Clemenskerk, Pal (església de Sant Climent de Pal)
- Sint-Johanneskerk, Sispony (església de Sant Joan de Sispony)
- Sint-Romanuskerk, Erts (església de Sant Romà d'Erts)